# ورق الذباب

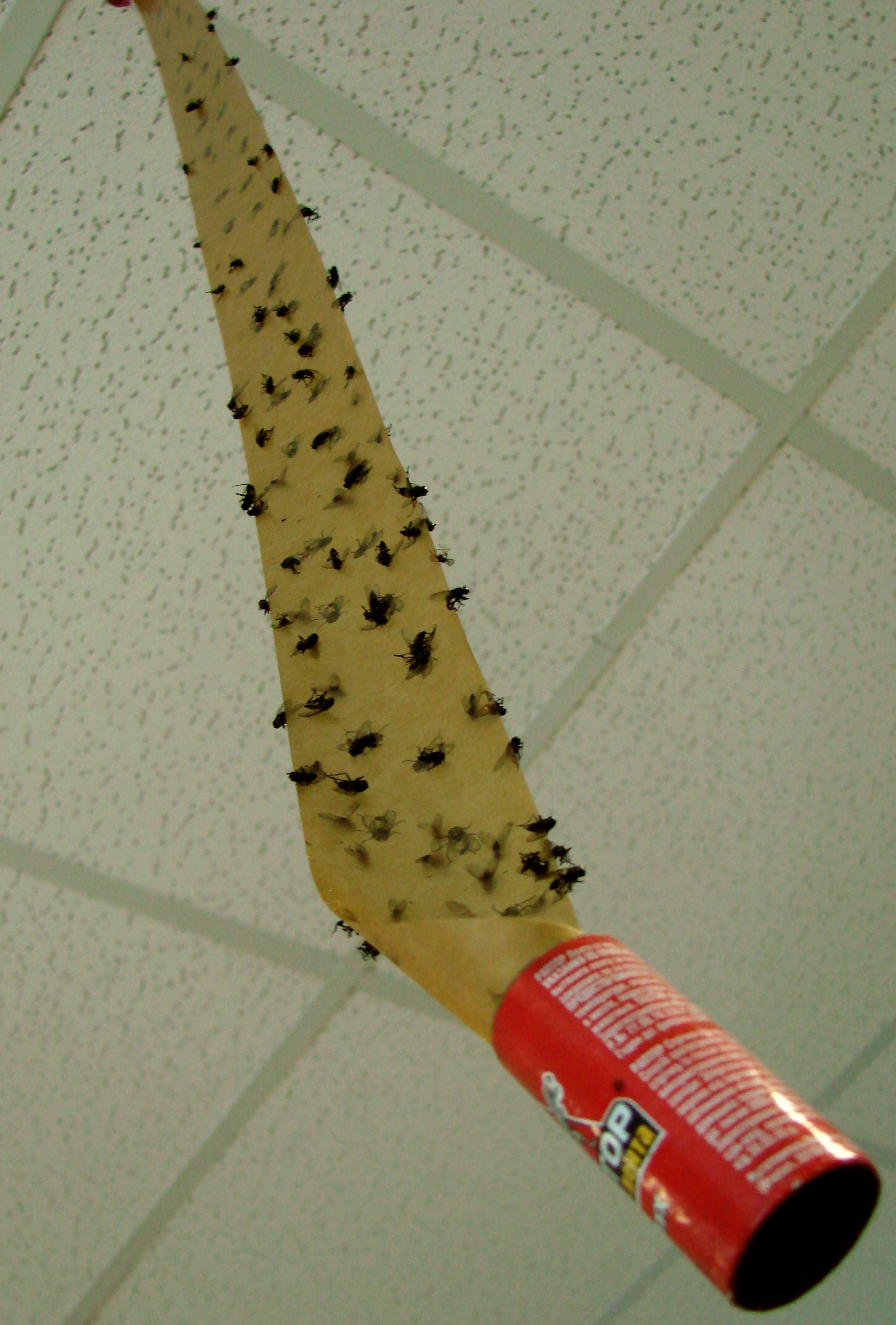
شريط صائد الذباب

ورق الذباب أو شريط الذباب (بالإنجليزية: Flypaper)‏، هي أداة لصيد الذباب يُستخدم فيها مادة عطرة تجذب الذباب وهي مادة سامة أيضاً ولاصقة، يلتصق فيها الذباب ولا يستطيع الفكاك منها، ويظل فيها حتى يموت. من المُحتمل أن تكون المادة التي تُستخدم في هذا الشريط أيضاً مادة ضارة للإنسان والحيوانات الأخرى.